# Cixius alpina
Cixius alpina är en insektsart som beskrevs av Tsaur 1991. Cixius alpina ingår i släktet Cixius och familjen kilstritar. Inga underarter finns listade i Catalogue of Life.